# 呉羽山温泉
呉羽山温泉（くれはやまおんせん）は、かつて富山県富山市にあった温泉。標高100ｍの高台に位置していた。ヘルスセンターとして出発し、大人だけでなく、子どもたちも学校からの遠足や夏休みの児童会イベントなどに多く訪れる場所であった。呉羽山のハイキングコースの終点としても利用されていた。付属施設として、レストラン、売店、ゲームセンター、プールや大浴場を備えていた。

## 泉質
- 単純重曹泉[2]

地下数百mから汲み上げた無色透明で源泉温度18℃の天然温泉に加温していた。神経痛、筋肉痛、痔疾、疲労回復、健康増進に効能があった。メタ珪酸含有量による温泉法上の温泉である。
女湯は肌がつるつるになることから、「美人の湯」とも言われる（150m2、100人入浴可）。男湯は「竜神の湯」と言われる（100m2、80人入浴可）。

## セラピーユ
富山観光ホテル地下1階（100m2）には『セラピーユ』という岩盤浴が存在していた。トルマリン鉱石やラジウム鉱石を使用。定員16名。青紫色の照明のプラネタリウムを眺めながら入浴する。

## 温泉街
一軒宿の「呉羽山温泉元湯 富山観光ホテル」が存在した。一軒宿ではあるが、敷地1万平方メートル、鉄筋3階建て地下1階のコンクリート造り、収容人数296人客室数53と、その規模は大きかった。
東は立山連峰、西は射水平野を展望でき、浴場からは富山湾を一望できた。

## 歴史
1960年に開湯し、1961年1月6日に総工費1億2,000万円かけて富山ヘルスセンターが新築、1月7日より開館した（当初より鉄筋コンクリート3階建てで、間口100ｍ建て、延床面積3,900m2）。1994年12月27日に新館『桜亭』が落成（オープンは翌1995年1月1日）したものの、2016年5月31日に営業を終えた。

## アクセス
- 鉄道：富山駅より約10分[1]。
- マイカー：富山西インターチェンジより約15分[1]。